# Piotr Myśliwiec
Piotr Józef Myśliwiec (ur. 21 sierpnia 1952 w Proszowicach) – polski chemik, inżynier, dyplomata, ambasador tytularny, chargé d’affaires a.i. w Wybrzeżu Kości Słoniowej (1993–2001) i Etiopii (2003–2005), Ambasador RP w Angoli (2007–2010 oraz 2015–2023).

## Życiorys
Absolwent Wydziału Chemicznego Politechniki Krakowskiej w specjalności inżynieria chemiczna. Uzyskał stopień naukowy doktora inżyniera nauk technicznych w dziedzinie technologii elektronowej na Politechnice Wrocławskiej na podstawie pracy Adsorpcja pary wodnej na powierzchniach kontaktowych i jej wpływ na jakość połączenia ultrakompresyjnego (promotor – Stanisław Nowak). Od 1977 do 1993 pracował w Przemysłowym Instytucie Elektroniki (późniejsza nazwa Ośrodek Badawczo-Rozwojowy Mikroelektroniki Hybrydowej) w Krakowie, a także okresowo w przedsiębiorstwach francuskich i angielskich realizujących budowy w Niemieckiej Republice Demokratycznej (w latach 1982–1983) i w Armenii (1992).
Na początku lat 90. został pracownikiem służby dyplomatycznej. Pracował na placówce w Abidżanie, Wybrzeże Kości Słoniowej jako chargé d’affaires a.i. (1993–2001), We wrześniu 2001 podjął pracę w Departamencie Afryki i Bliskiego Wschodu Ministerstwa Spraw Zagranicznych, Od grudnia 2003 pracował w Ambasadzie RP w Addis Abebie, Etiopia, jako pierwszy polski dyplomata akredytowany w Etiopii po kilkunastoletniej przerwie. Kierował tą placówką do września 2005, następnie był jej pracownikiem. W lipcu 2006 został przeniesiony do Angoli, gdzie objął kierownictwo  Ambasady RP w Luandzie, początkowo jako charge d'affaires a.i., a od lipca 2007 jako ambasador. Odwołany z dniem 1 października 2010 powrócił do Departamentu Afryki i Bliskiego Wschodu, gdzie odpowiadał za relacje Polski z Afryką Subsaharyjską. Ponownie objął placówkę w Angoli we wrześniu 2015. Został akredytowany także w Republice Konga, Demokratycznej Republice Wysp Świętego Tomasza i Książęcej, Demokratycznej Republice Konga, Republice Gabońskiej, Republice Środkowoafrykańskiej. Odwołany ze skutkiem na 31 października 2023. Był po Hannie Suchockiej najdłużej urzędującym ambasadorem III RP.
W latach 1976/77 wspólnie z żoną Urszulą uczestniczył w studenckiej wyprawie naukowej do Afryki Zachodniej „Nigeria-76”.
Mówi w językach: portugalskim, francuskim, angielskim, potrafi się porozumieć po rosyjsku, zna podstawy suahili i lingala. Ojciec Pawła, Krzysztofa i Tomasza.